# Telebasis rubricauda
Telebasis rubricauda är en trollsländeart som beskrevs av Bick 1995. Telebasis rubricauda ingår i släktet Telebasis och familjen dammflicksländor. IUCN kategoriserar arten globalt som livskraftig. Inga underarter finns listade i Catalogue of Life.